# Jūrijs Sokolovs
Jūrijs Sokolovs (in russo Юрий Николаевич Соколов)?; Daugavpils, 12 settembre 1983) è un ex calciatore lettone, di ruolo centrocampista o attaccante.

## Caratteristiche tecniche
Esterno destro, può giocare anche come ala sulla medesima fascia.

## Carriera

### Club
Vanta 23 presenze e 2 reti nelle competizioni calcistiche europee.

## Palmarès

### Club

#### Competizioni nazionali
- Coppa di Lettonia: 1

Daugava: 2008
- Campionato lettone: 1

Daugava: 2012
- Supercoppa di Lettonia: 1

Daugava: 2013